# Wade LeBlanc
Pour les articles homonymes, voir Leblanc.
Wade Matthew LeBlanc (né le 7 août 1984 à Lake Charles, Louisiane, États-Unis) est un lanceur gaucher de la Ligue majeure de baseball. 

## Carrière

### Padres de San Diego
Wade LeBlanc est drafté en 36e ronde par les Devil Rays de Tampa Bay en 2003 mais préfère poursuivre sa carrière avec l'Université d'Alabama. Il devient un choix de deuxième ronde des Padres de San Diego en 2006.
Il fait ses débuts dans les majeures comme partant pour les Padres face aux Dodgers de Los Angeles le 3 septembre 2008. Il remporte sa première victoire en carrière le 15 septembre contre les Rockies du Colorado.
Il partage la saison 2009 entre les mineures et les majeures. Avec le grand club, il effectue 9 départs, remportant trois décisions sur quatre.
En 2010, LeBlanc fait partie de la rotation de lanceurs partants des Padres de San Diego et remporte 8 victoires contre 12 défaites.
Il passe une bonne partie de la saison 2011 en ligues mineures où il remporte neuf victoires contre une seule défaite pour les Padres de Tucson de la Ligue de la côte du Pacifique. Rappelé dans les majeures par San Diego en cours d'année, il gagne finalement cinq matchs et en perd six en 14 départs.

### Marlins de Miami
Le 22 novembre 2011, LeBlanc est échangé aux Marlins de Miami contre le receveur John Baker. 
En deux ans, il effectue 16 départs et 22 présences en relève pour Miami. Gagnant de 3 parties contre 10 défaites, il affiche une moyenne de points mérités de 4,30 en 117 manches et un tiers lancées en 2012 et 2013.

### Saisons 2013 et 2014
Réclamé au ballottage en cours de saison 2013, il termine l'année avec les Astros de Houston. Il débute 2014 chez les Angels de Los Angeles avant d'être réclamé au ballottage par les Yankees de New York, pour qui il ne lance qu'un match, avant d'être remis sous contrat par les Angels, avec qui il termine l'année.

### Japon
En 2015, LeBlanc s'aligne pour les Seibu Lions de la Ligue Pacifique du Japon, où sa moyenne de points mérités se chiffre à 4,23 en 44 manches et deux tiers lancées en 8 parties comme lanceur partant. Il effectue 8 départs, remporte deux victoires contre 5 défaites et affiche une moyenne de points mérités de 4,23 en 44 manches et deux tiers lancées pour les Lions.

### Blue Jays de Toronto
Le 18 décembre 2015, il signe un contrat des ligues mineures avec les Blue Jays de Toronto.